# Modra hiša
Čong Va De (korejsko 청와대; handža: 靑瓦臺; dobesedno 'paviljon z modrimi ploščicami'), znan tudi kot Modra hiša, je javni park, ki je bil od leta 1948 do 2022 predsedniška rezidenca in diplomatske sprejemne dvorane Južne Koreje. Je v okrožju Džongno v glavnem mestu Seul, za palačo Gjongbokgung.
Čong Va De je kompleks več stavb, zgrajenih večinoma v tradicionalnem korejskem arhitekturnem slogu z nekaj sodobnimi arhitekturnimi elementi in objekti. Trenutno ga sestavljajo glavna pisarna Bon-gvan,(korejsko 본관; handža 本館, lit='Glavna hiša') predsedniška rezidenca, državna sprejemna dvorana Jongbin-gvan, (korejsko 영빈관; handža 迎賓館, lit='Sprejemna hiša') Čunču-gvan, (korejsko 춘추관; handža 春秋館, lit='Pomladno-jesenska hiša') tiskovna dvorana, stavbe sekretariata ter druge stavbe in objekti. Celoten kompleks obsega približno 250.000 kvadratnih metrov oziroma 62 hektarjev.
Čong Va De je bila zgrajena na mestu kraljevega vrta iz obdobja Čoson (1392–1910). Čeprav je Modra hiša služila kot izvršna pisarna, je bila ena najbolj varovanih uradnih rezidenc v Aziji. Po inavguraciji predsednika Jon Suk Jola maja 2022 je bila Modra hiša razrešena svoje funkcije uradne rezidence in izvršne pisarne predsednika, saj so se predsednikove pisarne in rezidenca preselili v stavbo Ministrstva za nacionalno obrambo. Od takrat dalje zemljišče služi kot javni park.
Od ustavne obtožbe predsednika Jon Suk Jola decembra 2024 se pojavljajo pozivi k vrnitvi predsedniške pisarne in uradne rezidence v Modro hišo.

## Zgodnja zgodovina

### Obdobje Gorjo in Čoson
Modra hiša sega v obdobje Gorjo v Koreji. Na lokaciji Čong Va De je stala kraljeva vila v Hanjangu, južni prestolnici dinastije Gorjo (918–1392). Zgradil jo je kralj Sukdžong (vladal 1095–1105) leta 1104. Glavno mesto Gorjo je bilo v Kesongu, na nasprotnih straneh Korejskega polotoka pa je imelo tudi zahodno prestolnico v Pjongjangu in vzhodno prestolnico v Gjongdžuju. Potem ko je obdobje Čoson (1392–1897) preselilo glavno mesto v Hanjang, je bil leta 1395, v četrtem letu vladavine kralja Tedža (vladal 1392–1398), zgrajen Gjongbokgung kot glavna palača, zemljišče kraljeve vile pa je postalo zadnji vrt palače. Uporabljali so ga za izpite za civilno službo in vojaško usposabljanje. Pevka feng šuja Kim Vi-je je dejala: »Gora Samgaksan je slikovit razgled, obrnjen proti severu in jugu. Gorovje, ki se tam začne, ima tri in štiri višine in branijo slavni kraj, zato če se zanašate na goro Samgaksan pri gradnji prestolnice, bo Mrtvo morje prišlo in plačalo davek čez devet let«. Potem ko je kralj Tedžo iz dinastije Čoson ustanovil državo, je bila nova prestolnica določena v Hansongbuju. Kasneje, leta 1394, je bila zgrajena nova palača; lokacija je bila blizu palače v Nandžingu, Gorjo. Sedanji sedež Čong Va De ustreza severu nekdanje kraljeve palače Gjongbokgung. Takrat so govorili, da so na tem mestu templji, kot sta Čungsundang in paviljon Čirodžong. Tu so se potomci kraljev in ustanovnih donatorjev zbirali, da bi organizirali množično članstvo.
Potem ko je bil Gjongbokgung požgan med japonskimi invazijami na Korejo med letoma 1592 in 1598, je bil dolgo časa zapuščen. Vendar pa je bil Gjongbokgung med vladavino kralja Godžonga obnovljen pod vodstvom Hungson Devonguna, zgrajena je bila podpora zunaj vrat Sinmumun in v sedanjem Čong Va De. Kasneje so bile v ozadju zgrajene stavbe, kot je Jongmundang, v tem času pa je bil obnovljen tudi Gjongmudang. V njem je bilo 32 stavb, vključno z Oungakom, počivališčem kralja. V Jongmundangu so potekali festival in vojaško usposabljanje.

### 1910–1948: Tuje okupacije
Po priključitvi Koreje sosednjemu Japonskemu cesarstvu leta 1910 je japonski guverner Koreje zemljišče Gjongbokgung uporabil za generalno vladno stavbo. Leta 1927 so bile številne stavbe v ozadju, vključno z Gjongmude, porušene. Julija 1939 je Japonska na mestu Čong Va De zgradila uradno rezidenco/pisarno za generalnega guvernerja. Tudi po osvoboditvi po drugi kitajsko-japonski vojni (1931/1937–1945) in vzporedni drugi svetovni vojni (1939/1941–1945) septembra 1945 je bila ta lokacija med letoma 1945 in 1948 njegova uradna rezidenca s strani okupacijskih Združenih držav Amerike in njihove imenovane vojaške vlade ameriške vojske v Koreji, John Haji.

## Razvoj Modre hiše

### 1948–2022: Predsedniška rezidenca Južne Koreje in poskus selitve
Po ustanovitvi južnokorejske vlade na južnem delu Korejskega polotoka leta 1948 je njen prvi predsednik Singman Rhe (služil med letoma 1948 in 1960) nekdanjo rezidenco generalnega guvernerja Japonskega cesarstva poimenoval Gjongmudae (korejsko 경무대; handža 景武臺; dobesedno 'Paviljon pokrajine'), kar je bilo ime ene redkih starih stavb, ki je bila tam nekdanja uradna rezidenca. Uporabljal jo je kot svojo pisarno in rezidenco. Drugi južnokorejski predsednik, Jun Po-sun (1897–1990, služil med letoma 1960 in 1962), je po svoji inavguraciji leta 1960 spremenil ime v Čong Va De. Ime naj bi spremenili, ker naj bi se začelo povezovati z avtoritarizmom in diktaturo. Kot možni kandidat za preimenovanje je bilo predlagano tudi alternativno ime Hvarjongde, vendar je bilo na koncu izbrano slednje.
Ko je Park Čung He (služil med letoma 1962 in 1979) z vojaškim udarom prišel na oblast kot tretji predsednik, so nekateri trdili, da bi bilo treba barvo spremeniti v rumeno, češ da je to bolj dragocena barva, vendar je Park Čung He to zavrnil. Med režimom Park Čung Heja je imela stavba Modre hiše v prvem nadstropju predsedniško pisarno, v drugem nadstropju pa bivalni prostor za predsednikovo družino. Ker pa je bila stavba ozka in starajoča se, je bila med upravo parka izvedena večja prenova.
Januarja 1968 so severnokorejski vojaki skoraj dosegli stavbo, da bi med racijo v Modri hiši ubili predsednika Parka. V nastalem spopadu je bilo ubitih 28 Severnokorejcev, 26 Južnokorejcev in štirje Američani.
26. oktobra 1979 je Parka v varni hiši na posestvu Modre hiše umoril direktor Korejske centralne obveščevalne agencije (KCIA) Kim DŽe-gju.
Predsedniki Park, Čoi Kju-hah in Čun Do-hvan so stavbo uporabljali tako kot svojo pisarno kot uradno rezidenco. Med predsednikovim mandatom Roh Tae-voja je bila zgrajena nova poslovna stavba, uradna rezidenca in tiskovno središče, imenovano Čunču-gvan. Glavna poslovna stavba je bila odprta aprila 1991. Septembra 1991 je bil ustanovljen svetovalni odbor, sestavljen iz 22 strokovnjakov, ki je zbiral mnenja in gradil sedanjo glavno stavbo, uradno rezidenco in Čunču-gvan. Leta 1993, med predsedovanjem Kim Jung-sama, je bila stavba, ki jo je Japonska zgradila za takratno uradno rezidenco, razstavljena. Roh Mo-hjun je poskušal spremeniti strukturo glavne stavbe, da bi okrepil komunikacijo z osebjem, vendar mu ni uspelo. Vojni evakuacijski center, ki ga je leta 1975 zgradil Park Čung He, je bil leta 2003 popravljen, da bi ustvarili prostor (podzemni bunker) za Nacionalni center za krizno upravljanje.
Ker je bila Modra hiša pogosto simbol predsednikove imperialne moči, so si mnogi predsedniki prizadevali preseliti predsedniško pisarno in rezidenco.
Kim Jung-sam je bil prvi, ki je zagovarjal selitev kot simboličen premor od prejšnje dobe vojaške diktature. Obljubil je, da bo svojo pisarno preselil v vladni kompleks v Seulu blizu Gvanghvamuna, vendar tega ni uspel doseči. Namesto tega je bila cesta pred Modro hišo in goro Invangsan odprta za javnost. Poleg tega je bilo porušenih 12 varnih hiš v Gungdžong-dongu in Samčong-dongu, ustvarjen pa je bil mestni park Mugunghva.
Kim Dae Džung si je prav tako prizadeval za načrt za postavitev pisarn v vladnem kompleksu v Seulu in Gvačonu, vendar je to zaradi varnostnih in stroškovnih težav ustavil. Namesto tega so bili sprejeti ukrepi za odprtje palače Čilgung, ki je v okrožju Modre hiše, in razširitev obsega ogleda.
Administracija Roh Mo-hjuna je poskušala preseliti vse vladne oddelke, vključno z Modro hišo, v mesto Sedžong, vendar ji ni uspelo zaradi odločitve ustavnega sodišča, ki je potrdilo neustavnost novega zakona o upravni prestolnici. Od takrat je Roh Mo Hjun odprl vrata Sinmumun, severna vrata Gjongbokgunga in Bukaksansong-ro.
Med administracijo Lee Mjung-baka so razmišljali tudi o selitvi pisarne sekretarja in varnostnikov, vendar je bila selitev zaradi stroškov in potrebne odobritve s strani državnega zbora prekinjena. Moon Dže-In je predsedniku Gvanghvamunu dal predsedniško volilno obljubo, vendar je bila po nastopu funkcije zaradi varnostnih in stroškovnih težav preklicana. Namesto tega sta bili v celoti odprti cesta pred Modro hišo in trdnjavska cesta Bugaksan, ki sta bili začasno odprti.
- Predsednik Lee Mjung-bak in bolgarski predsednik Georgi Parvanov (2009)
- Predsednica Park Geun-hje in indonezijski predsednik Joko Vidodo (2016)
- Predsednik Moon Dže-in in ameriški predsednik Donald Trump (2017)
- Predsednica Park Geun-hje in ameriški predsednik Barack Obama (2014)
- Uradna slovesnost dobrodošlice papežu Frančišku s strani tradicionalnega orkestra Ministrstva za nacionalno obrambo in tradicionalne častne garde (2014)

### 2022–danes: Preureditev v javni park
20. marca 2022 je novoizvoljeni predsednik Yon Suk Jol napovedal, da bo 10. maja v stavbi Ministrstva za nacionalno obrambo v okrožju Jongsan v Seulu nastopil funkcijo in odprl Modro hišo za javnost kot park. Maja 2022 je bila stavba po Jonovem ukazu po nastopu funkcije uradno preurejena v javni park in prvič v svoji 74-letni zgodovini odprta za javnost, z največ 39.000 obiskovalci na dan. Obiskovalci si lahko ogledajo kulturne predstave, oglede in pohodniške poti, ki vodijo do gore Bugaksan, slikovite kulise Modre hiše.
Vlada Južne Koreje je za selitev pisarne namenila 36 milijard ₩ (približno 29,5 milijona dolarjev) iz vladnih rezervnih skladov. Vendar se je ministrstvo za nacionalno obrambo takrat soočilo s kritikami, saj so se pojavili pomisleki glede morebitnega negativnega vpliva na nacionalno varnost, s tem povezanih stroškov in drugih vprašanj, kot so povečana jedrska aktivnost v Severni Koreji in izzivi za okrevanje gospodarstva po pandemiji. Nedavna anketa je pokazala, da 58 % ljudi nasprotuje tej potezi.

### 2024–danes: Pozivi k ponovni vzpostavitvi Modre hiše kot predsedniške pisarne
Decembra 2024, po ustavni obtožbi predsednik Jona, so se vse pogosteje pojavljali pozivi k ponovni vzpostavitvi Modre hiše kot predsedniške pisarne in uradne rezidence. Poslanec Kim Bjung-džo iz Demokratske stranke, nekdanji general, je dejal, da pisarna v Jongsanu ni primerna kot predsedniška pisarna, medtem ko je konservativni župan Daeguja, Hong Džon-pjo, dejal, da je Jonova selitev iz Modre hiše »že od samega začetka zmanjšala predsednikovo karizmo in spodbudila (politično) opozicijo« ter da je »Modra hiša, tako kot Bela hiša v Združenih državah Amerike, simbol Koreje«.

## Opis

### Glavna stavba
Glavna stavba (본관; 本館; bongvan) je bila zgrajena septembra 1991 in je služila kot predsedniška pisarna. Pojavile so se tudi kritike, da je prostor večji, kot je potrebno, in da je bližje stavbi za protokol kot prostoru za delo in komunikacijo, zato se je predsednik Mon Dže-in ob prevzemu funkcije odločil, da bo tukaj opravljal le uradne dejavnosti. Glavna vrata Modre hiše se imenujejo 11. vrata; to je kraj, kamor vstopajo ministri in višji uradniki med sejami kabineta. Notranjost je bila delno razkrita na dan inavguracije Mon Dže-ina.
Glavna stavba temelji na tradicionalnih lesenih konstrukcijah in palačni arhitekturi. Ima enonadstropna prizidka, razporejena na levi in desni strani, v drugem nadstropju pa je 150.000 korejskih modrih ploščic. Poleg splošnih ploščic, kot so Sukiva, Amkiva, Sumaksa in Amaksa, lahko v palačah vidimo tudi dekorativne ploščice, kot so razni kipi, violine, zmajeve glave in lončena posoda.
V prvem nadstropju glavne stavbe so pisarna prve dame, soba Mugunghva, sprejemnica in soba Invang, ki se uporablja za manjša kosila, večerje in osvežilne pijače. V drugem nadstropju so predsedniška pisarna, sprejemnica in bela soba, kjer ljudje jedo. Na trati pred stavbo poteka državniški sprejem, vojaška častna straža in tradicionalni pogreb. Soba Sedžong, ločena stavba na zahodni strani, je bila prizorišče sej kabineta in podelitev imenovanj, soba Čungmu, ločena stavba na vzhodni strani, pa je bila prizorišče srednje velikih kosil, večerij in srečanj.
- Predsedniška pisarna v Modri hiši
- Predsedniška pisarna v Modri hiši
- Predsedniška sprejemnica v Modri hiši

### Stavba za pogostitve
Gostišče (Predloga:Langy; handža: 迎賓館; RR: Jongbin-gvan) je bilo dokončano decembra 1978 kot stavba, v katerem so potekala obsežna srečanja, sprejemali tuje državne goste in različne uradne dogodke. Trenutno je najstarejša moderna stavba na območju Čong Va De. Prvo nadstropje je namenjeno sprejemom tujih gostov kot sprejemna soba, drugo nadstropje pa je prostor za obsežna kosila in večerje, okrašeno z drevesi mugunghva in lovorjem. Vendar pa naj bi uporaba ne bila strogo razdeljena. Kapaciteta je približno 250 ljudi, vendar ni ločenih namestitev in ni dovolj okraskov ali prostorov, da bi se čutil korejski slog; je blizu ogromne banketne dvorane, ki se uporablja kot prizorišče za kosila.
V preteklosti v Modri hiši ni bilo prostora za sprejemanje državnih gostov. Zato sta bila uporabljena hotela Čosun in Walkerhill ali pa je bila korejska hiša (vsebina 3) uporabljena kot gostišče. Leta 1958 je administracija Singman Rheja nacionalizirala park DŽangčungdan za gradnjo gostišča in začela gradnjo. Gradnja je bila začasno prekinjena zaradi revolucije 19. aprila in vojaškega udara 16. maja, gostišče Shilla Hotel pa je bilo dokončano februarja 1967. Vendar so ga upravljali predvsem državni gostje, ki so imeli finančne težave, in je bilo leta 1973 sčasoma prodano javnosti in postalo sedanji hotel Shilla.
Od takrat se trdi, da prostor za prireditve v Modri hiši ni primeren za nacionalni status, zato se je januarja 1978 začela gradnja sedanjega gostišča na starem mestu Gjongnongdže, ki je bilo zgrajeno za spodbujanje kmetijstva v obdobju Čoson. Gostišče je bilo dokončano konec istega leta; oktobra 1998 so bile obnovljene okoliške stare stavbe, nato pa ponovno obnovljene junija 2000.

### Stara rezidenca
Stara rezidenca (korejsko 청와대 대통령 관저; handža: 靑瓦臺 大統領 官邸; RR: Čong-vade Detongnjong Gvandžo) je bila dokončana leta 1990 kot kraj, kjer je predsednik živel s svojo družino. Čeprav v preteklosti novinarjem ni bil dobro razkrit, je bil vhod v uradno rezidenco razkrit marca in novembra 2003, ko je bil na oblasti Roh Mo-hjun. Lee Mjung-bak je prav tako objavil fotografije, povezane z družinskim življenjem, Mon Dže-in pa se je med predsedovanjem na poti v službo večkrat javno pojavil pri vhodu v svojo uradno rezidenco.
Vsakodnevno življenje Park Geun-hje je bilo razkrito, ko je tožilstvo preiskovalo Kim Mak-upa, izvajalca in butlerja v času Park Geun-hje na položaju. Takrat je bila znana tudi struktura uradne rezidence in po njegovi izjavi je bila uradna rezidenca razdeljena na notranjo sobo in prizidek, v prizidku pa je prebival telesni stražar. Takrat je imela notranjost spalnico, delovno sobo, fitnes, sobo za novinarje, korejsko sobo, toaletno sobo itd., predsedniška spalnica pa je bila opremljena s posteljo, toaletno mizico, predalom, televizorjem, mizo, prenosnim računalnikom in domofonom. Prizidek je imel varnostno sobo, kuhinjo, jedilnico in sprejemnico, ki je bila sestavljena iz sejne mize, okrogle mize in televizorja.
Predsedniki Čun Doo-hvan, Roh Tae-voo in Roh Moo-hjun so zadnji dan svojega mandata bivali v Modri hiši in jo zapustili naslednji dan. Kim Jung-sam, Kim Dae-džung in Lee Mjung-bak so Modro hišo zapustili zadnji dan svojega mandata in do polnoči opravljali predsedniško funkcijo. Medtem sta Čoi Kju-hah in Park Geun-hje odstopila, preden je bil določen njihov naslednik, oba pa sta v Modri hiši ostala še nekaj dni po koncu predsedniškega mandata. Prejšnji predsedniki so se vselili hkrati z nastopom funkcije, vendar se je Moon Dže-In zaradi vzdrževanja objektov vselil šele tretji dan svoje inavguracije. To je bilo prvič po dokončanju uradne rezidence.
Pred gradnjo sedanje glavne stavbe in uradne rezidence med predsedovanjem Roh Tae-voja je prvo nadstropje stare glavne stavbe služilo kot predsedniška pisarna, drugo nadstropje pa kot predsedniška rezidenca. Pravijo, da sta bili v tem obdobju na stopnicah, ki so povezovale ti nadstropji, dve polkni. Kasneje, pod vlado Roh Tae-voja, je bila za nekdanjo glavno stavbo zgrajena sedanja uradna rezidenca, ki je vključevala tradicionalne arhitekturne sloge za čim boljši izkoristek funkcije stanovanjskega prostora. Zasnova je vključevala glavno stavbo za bivalni prostor, prizidek za prirejanje dogodkov ter vzpostavitev tradicionalnih vrtov in moških prostorov na sprednjem dvorišču.
V bližini uradne rezidence sta paviljon Oundžong in stavba Čimrjugak. Prvotno je stala na mestu sedanje uradne rezidence, vendar je bila med novogradnjo premaknjena na sedanjo lokacijo. Poleg paviljona Oundžong sta bila na območju Modre hiše dva do trije paviljoni, ki so zdaj porušeni. Datum izgradnje paviljona Oundžong in paviljona Čimrjugak ni znan. Vendar se zdi, da je bila zgrajena pozneje, glede na to, da nobena od stavb ni omenjena v obliki severne palače, za katero velja, da je bila zgrajena leta 1907. Nekateri pravijo, da je bila zgrajena v času Rhe Singmana, vendar je tudi napis Oh Un-Džonga ročno napisal Singman Rhe.
Tako imenovani lepi kamniti Buda, kamniti sedeči Buda kvadratnega podstavka Gjongdžuja, je tudi okoli uradne rezidence. Kot že ime pove, je bila prvotno v Gjongdžujuju, vendar naj bi se guverner Masatake Terouči preselil v guvernerjevo rezidenco v času japonske kolonialne vladavine. Ko je bila uradna rezidenca v 1930-ih na novo zgrajena, je bil premaknjen tudi kip Bude, leta 1989, ko je bila na novo zgrajena uradna rezidenca Modre hiše, pa se je vrnil na sedanjo lokacijo.
Z inavguracijo predsednika Jon Suk Džola 10. maja 2022 je izgubila funkcijo uradne rezidence in je bila spremenjena v staro rezidenco.

### Jomingvan
Jomingvan (korejsko 여민관; handža: 與民館) je kraj, kjer delajo pomočniki Modre hiše, in je razdeljen na tri stavbe. Med predsedovanjem Lee Mjung-baka se je ime spremenilo v Viminkvan. Ko je predsednik Mon Dže-in nastopil funkcijo, se je ime vrnilo v Jomingvan, ime širitve med režimom Roh Moo-hjuna. Jomingvan izhaja iz Jomin Dongrak, fraze Menciusa, in pomeni »deliti veselje z ljudmi«. Po drugi strani pa Vimin domneva, da pomeni »politika za ljudstvo«. Kmalu po uvedbi je vlada Mon Dže-ina sprva razmišljala o ohranitvi imena Ženska dvorana, vendar se je na koncu vrnila k Jomin Hall. Namen je bil preprečiti kakršen koli namig o hierarhiji in zagotoviti, da ljudje ne bi bili dojemani kot podrejeni Modri hiši.
Glavna stavba in Jomingvan sta oddaljena približno 500 m. Roh Moo-hjun si je med gradnjo dvorane Jomin Hall 1 zamislil zahodno krilo v korejskem slogu in tam pogosto delal. Vendar pa je v drugi polovici svojega mandata raje imel pisarno v glavni stavbi, Lee Mjung-bak pa je trikrat ali štirikrat prejemal poročila iz pisarne Jomingvana. Park Gun-hje med svojim predsedovanjem pisarne Jomingvana ni obiskala, vendar je Mon Dže-in spet delal v Jomingvanu.
Gradnja dvorane Jomin Hall 1 se je začela maja 2004 in je bila končana decembra. Ima površino 974 pjongov z eno kletjo in tremi pritličji. Pisarna načelnika kabineta in urad za državne zadeve sta v drugem nadstropju, preprosta pisarna predsednika, majhna sejna soba in konferenčna soba pa v tretjem nadstropju. Pred ustanovitvijo dvorane Jomin Hall 1 se je dvorana Jomin Hall 2 imenovala prizidek, dvorana Jomin Hall 3 pa je bila znana kot prizidek Dong. Obe stavbi, dokončani leta 1969 oziroma 1972, sta starejši. Po varnostni oceni, ki ju je ocenila kot razred D, je Državni zbor dal prednost dodelitvi proračuna za popravila. Knjižnica Modre hiše je v dvorani Jomin 2 in od januarja 2018 ima 18.662 knjig. Knjige si je mogoče le izposoditi, knjižnica pa vsak mesec prejema prijave in knjige kupuje po internem pregledu.

### Sugungteo
Najbolj znano kot Sugungteo (korejsko 수궁터; handža: 守宮터) je dobilo ime, ker je bila nekdanja glavna stavba, uradna stavba generalnega guvernerja Čosonov v japonskem kolonialnem obdobju, porušena novembra 1993 in obnovljena v prvotno stanje. Poleg tega so bile postavljene informativne table in spominski kamni stare glavne stavbe, ki obiskovalce obveščajo o izvoru najdišča Sugung.

### Sangčundže
Sangčundže (korejsko 상춘재; handža: 常春齋) je tradicionalni hanok, ki stoji za Nokdživonom, vrtom Modre hieš, in se uporablja za tuje goste. Pomen Sangčundže je »hiša, kjer pomlad vedno traja«. Na sedanjem mestu  Sangčundže je bil prizidek, imenovan Maehvasil, lesena stavba v japonskem slogu iz obdobja japonske kolonialnosti. Velikost je bila približno 66 kvadratnih metrov. Po ustanovitvi vlade se je spremenila v Sangčunsil, in je bila uporabljena kot obredna stavba za osvežilne pijače in večerje. Kasneje, marca 1978, je bila Sangčunsil porušena in zgrajena  Sangčundže, 73 m2 velika lesena stavba s streho iz naravnega skrilavca. Novembra 1982 je bil obstoječa Sangčundže porušena in v pol leta zgrajen 417,96 m2 velik hanok, ki je dobil sedanjo obliko. To je prvi tradicionalni hanok, zgrajen na območju Modre hiše, in pravijo, da je bil uporabljen Čunjangmok, ki je star več kot 200 let. V notranjosti je dnevna soba iz Daečongmaruja in dve sobi z ondolom.
Čun Doo-hvan naj bi se pogosto srečeval s tujimi gosti in imel neformalna srečanja v Sangčundžeju. Tudi zaporedni predsedniki so ga uporabljali kot prizorišče za neformalna srečanja in srečanja s tujimi voditelji. Park Geun-hje je prvič imela novoletno tiskovno konferenco v Sangčundžeju januarja 2017, ko je potekal postopek ustavne obtožbe. Po prevzemu funkcije Mun Dže-ina je bila Sangčundže zaradi obsežne škode zaradi vlage sčasoma popravljena.

### Nokdživon
Nokdživon (korejsko 녹지원; handža: 綠地園) je vrt v okrožju Modre hiše, ki ima več kot 120 vrst dreves. V času japonske kolonialne vladavine je bil to vrt uradne rezidence generalnega guvernerja Koreje. Uporabljali so ga tudi kot prostor za živinorejsko farmo in rastlinjake. Po ustanovitvi vlade leta 1948 je bil ustvarjen vrt, ko je bil potreben prostor za delovanje kot zunanji prostor Modre hiše. Sprva je bila zelena površina velika 5289 m2, leta 1985 pa se je razširila na 5620 m2. Trenutno Nokdživon prireja različne dogodke, kot so Dan otroka, Dan staršev in Dan invalidov.

## Feng šuj
Geomanti že dolgo smatrajo območje, kjer je Modra hiša, za ugodno lokacijo. To stališče je podkrepil napis na kamnitem zidu, ki se glasi: »Najbolj blagoslovljen kraj na Zemlji«, ki so ga našli za uradno predsedniško rezidenco med gradnjo nove stavbe leta 1990. Drugi trdijo, da je preklet; urbana legenda, znana kot »Prekletstvo Modre hiše« (청와대의 저주; 靑瓦臺의 詛呪). Čoi Čang-jo, nekdanji profesor geografije na Seulski nacionalni univerzi, je v 1990-ih trdil, da je »lokacija Modre hiše stalno prebivališče mrtvih duš ali prebivališče Boga« zaradi nesreč, ki so doletele nekdanje predsednike.
Od časa japonske vladavine v Koreji je Modra hiša služila kot uradna rezidenca predsednika vse do inavguracije Jon Suk Džola. Po legendi je japonska vojska, ko je zapustila Modro hišo, uničila lokalni feng šuj, zaradi česar so bili vsi poznejši južnokorejski predsedniki prekleti in slabo končali, 3 so odstopili zaradi civilnih gibanj ali državnih udarov, 1 je bil umorjen na položaju, 1 se je po odhodu s položaja zaradi preiskave odločil za samomor. Dva sta preživela predsedniški mandat in nista preganjana, sta pa bila včasih vključena na seznam, ker so bili njuni otroci zaprti zaradi korupcije; Moon Dže-in je pod preiskavo zaradi podkupovanja svojega nekdanjega zeta; Jon Suk Džol se je med svojim mandatom izselil iz Modre hiše, vendar ga je državni zbor zaradi političnih sporov in nenadne razglasitve vojnega stanja ustavil in ga je sodišče uradno razrešilo s položaja. Domneva se, da ta prekletstva še vedno veljajo.
Če ne upoštevamo prekletstev ali feng šuja, znanstveniki z vidika politologije menijo, da južnokorejski predsedniški sistem južnokorejskim predsednikom olajša nepričakovane dogodke. Mednje spadajo zloraba oblasti zaradi prekomerne moči pri imenovanjih in odpuščanjih osebja ter pomanjkanje nadzora in ravnotežja; južnokorejski Čeboli so povzročili kroni kapitalizem in tesne vezi med vlado in podjetji, kar je zlahka privedlo do korupcije. Predsedniški sistem z enim mandatom pogosto naredi njegovo vlado hromo raco, in ko predsednikov vpliv upade, tožilci in preiskovalne agencije zlahka pridobijo dokaze; resni strankarski boji; in celo zaporedni predsedniki bodo preganjali zločine svojih predhodnikov.